# Anton Kisa
Anton Karl Kisa, auch Anton Carol Kisa, Pseudonym Fritz Günther (* 16. Januar 1857 in Brünn; † 19. Oktober 1907 in Stuttgart) war ein deutsch-böhmischer Kunsthistoriker, Archäologe und Museumsdirektor.

## Leben
Anton Kisa wurde als Sohn des Gefängnisdirektors in Brünn (Südmähren) geboren. Er besuchte zunächst das Gymnasium in Brünn und anschließend das Mariahilfer Gymnasium in Wien. 1874 begann er sein Studium in der Malklasse der Wiener Akademie der Künste. Von 1875 bis 1879 studierte er an der Universität Wien die Fächer Kunstgeschichte und Klassische Archäologie. Während seines Studiums wurde Kisa 1876 Mitglied der Burschenschaft Silesia Wien und 1879 Ehrenbursche der Burschenschaft Stiria Graz. Am 1. Dezember 1880 wurde er bei Rudolf Eitelberger zum Dr. phil. promoviert. 1881/82 war er als Volontär am Österreichischen Museum für Kunst und Industrie in Wien unter Rudolf Eitelberger tätig.
Von 1882 bis 1883 war Kisa Kustos am Mährischen Gewerbemuseum in Brünn, wo er die Neuaufstellung der Sammlung konzipierte. Zahlreiche Studienreisen führten ihn nach Nord- und Mitteldeutschland sowie Italien. 1887 ging er nach Düsseldorf, wo er Bibliothekar am Kunstgewerbemuseum wurde. Seine Erfahrungen mit der Neuausrichtung von kunstgewerblichen Sammlungen führte auch in Düsseldorf zu einer Neukonzeption der Sammlung. Im Jahr 1891 wurde er Assistent am Wallraf-Richartz-Museum in Köln und Leiter von dessen archäologischer Sammlung. Hier kuratierte er Sonderausstellungen und führte zahlreiche Untersuchungen an Objekten aus Depotbeständen des Museums durch, ferner nutzte er die mit Museum verbundenen Bodendenkmalpflege zum Aufbau der bedeutendsten Sammlung römischen Glases, das seine dreibändige  Geschichte des Glases, sein dreibändiges Handbuch "Das Glas im Altertume" erschloss. 1894 heiratete er Elisabeth H. (Else) Plitt, Tochter des Theologen Jakob Theodor Plitt.
Im Jahr 1898 wurde Kisa Direktor des Suermondt-Museums in Aachen. Dort setzte er sich für den Umzug der Sammlung aus der Alten Redoute in die Villa Cassalette in der Wilhelmstraße ein. Er bearbeitete die umfangreichen Schenkungen an das Suermondt-Museum, unter anderem von den Industriellen James Cockerill und Alfred Coumont. In Wechselausstellungen präsentierte er die Neuerwerbungen und setzte ein Museumskonzept nach modernen museumstechnischen Gesichtspunkten um. Schwer erkrankt trat Kisa am 30. März 1904 zum 1. Juli 1904 in den Ruhestand, den er in Godesberg verbrachte. Am 19. Oktober 1907 starb Kisa im Alter von 50 Jahren in Stuttgart. Begraben wurde er auf dem Pragfriedhof Abt. 44, Reihe 6, Grabstätte 28.
Kisa verfasste zahlreiche kunsthistorische und archäologische Publikationen. Als seine bedeutendste wissenschaftliche Arbeit wird die erst nach seinem Tode erschienene dreibändige Publikation Das Glas im Altertume (1908) über das Glas und die Glasindustrie der Antike angesehen, welche bis in die Gegenwart zu den Standardwerken zählte. Das Werk beruht auf der von Kisa aufgebauten Glassammlung des Wallraf-Richartz Museums (heute im Römisch-Germanischen Museum) in Köln.
Einige wenige Veröffentlichungen publizierte er auch unter dem Pseudonym Fritz Günther.

## Veröffentlichungen (Auswahl)
- Bischof Bernward von Hildesheim. Seine kunsthistorische Tätigkeit und künstlerische Stellung. Dissertation Universität Wien 1880 (ungedruckt).
- Kunst und Kunstindustrie in Indien. Leipzig 1885.
- Die Externsteine. In: Jahrbuch des Vereins von Alterthumsfreunden im Rheinlande 94, 1893, S. 73–142 (Digitalisat).
- Der „Friedenssaal“ in Osnabrück. In: Zeitschrift des Bayerischen Kunstgewerbe-Vereins zu München 1894, S. 6–10 (Digitalisat).
- Römische Ausgrabungen an der Luxemburger Straße in Köln In:  Jahrbuch des Vereins von Alterthumsfreunden im Rheinlande 99, 1896, S. 21 ff.
- Die Anfänge der rheinischen Glasindustrie In: Zeitschrift des Bayerischen Kunstgewerbe-Vereins zu München 1896, S. 45ff.
- Antikes Kunsthandwerk am Rhein In: Kunstgewerbeblatt NF 7, 1896, S, 113–119. 133–140 (Digitalisat).
- Die antiken Glaeser der Frau Maria vom Rath geb. Stein, zu Koeln. Bonn 1899 (Digitalisat).
- Vasa diatreta. In: Zeitschrift für christliche Kunst 12, 1899, S. 15–24. 37–44. 79–84 (Digitalisat).
- mit Arthur Lindner, Edmund Renard: Der Kunstschatz. Die Geschichte der Kunst in ihren Meisterwerken. Ein Buch der Erhebung und des Genusses. W. Spemann, Berlin/Stuttgart 1900.
- Führer durch das Suermondt-Museum der Stadt Aachen. Aachen 1902.
- (Hrsg.): Denkschrift aus Anlass des fünfundzwanzigjährigen Bestandes des Suermondt-Museums. Aachen 1903, darin S. 1ff. Die Antiken des Suermondt-Museums.
- Die burgundische Casula der Pfarrkirche zu Erkelenz. In: Repertorium für Kunstwissenschaft 26, 1903.
- Die kunsthistorische Ausstellung in Düsseldorf In: Zeitschrift für christliche Kunst 18, 1905, S. 193–198. 257–264.
- Die gravierten Metallschüsseln des 12. und 13. Jahrhunderts In: Zeitschrift für christliche Kunst 18, 1905, 227–236. 293–300. 365–378.
- Die Kunstwerke der Münsterkirche zu Essen In: Kunstchronik. Wochenschrift für Kunst und Kunstgewerbe N.F. 16, 1905, S. 129–138 (Digitalisat).
- Geschichte des Kunstgewerbes von seinen Anfängen bis zur neuesten Zeit (= Hillgers illustrierte Volksbücher 50). Hillger, Berlin/Leipzig 1906.
- Die römischen Antiken in Aachen. In: Westdeutsche Zeitschrift 25, 1906, S. 1–83.
- Aachen nebst Schwesterstadt Burtscheid und Umgebung. Seifert, Stuttgart [1907].
- Köln am Rhein und Umgebung. Seifert, Stuttgart 1907 (Digitalisat).
- Die Kunst der Jahrhunderte. Bilder aus der Kunstgeschichte. W. Spemann, Berlin/Stuttgart [1907].
- Das Glas im Altertume. 3 Bände, Hiersemann, Leipzig 1908 (Digitalisat Band 1, Band 2, Band 3).